# Earl Bell
Earl Holmes Bell  (ur. 25 sierpnia 1955 w Ancón) – amerykański lekkoatleta, skoczek o tyczce.
Brązowy medalista olimpijski z Los Angeles (1984), a także finalista igrzysk olimpijskich z Montrealu (1976) i Seulu (1988). Halowy wicemistrz świata (Indianapolis 1987). Zwycięzca Igrzysk Panamerykańskich (1975). Rekordzista świata z 1976 r., z wynikiem 5,67.